# Guerres d'apostasie
Batailles
- Bataille de Dhu al-Qassah
- Bataille d'Abraq
- Bataille de Buzakha
- Bataille de Ghamra
- Bataille de Naqra
- Bataille de Zafar
- Bataille de Daumat-ul-Jandal
- Bataille de Dibba
- Bataille d'Al-Yamama
- Bataille de Nujair

L'historiographie musulmane regroupe sous l'expression « guerres d'apostasie » (arabe : حُرُوب ٱلرِّدَّة, ḥurūb al-ridda), les campagnes militaires lancées entre 632 et 633 par les tribus arabes « musulmanes » contre les tribus arabes qui se rebellèrent après la mort de Mahomet, prophète des musulmans, dont la date supposée est 632. On les appellent aussi guerres de (la) sédition(s) ou guerres de (la) ridda.

## Étymologie
Le terme radda signifie « revenir sur ses pas » ou « pousser, repousser » : ceux qui quittaient l'alliance de Dieu (l'islam) étaient condamnés dans l'Au-delà, car ils n'avaient pas choisi le bon allié (wali), Allah. Dans la société tribale, le mourtadd était celui-ci qui quittait l'alliance, car y rester n'était pas dans les intérêts de sa tribu. Avec l'empire, le mourtadd devient l'apostat et c'était souvent la mort qui l'attendait — encore fallait-il apporter la preuve de l'apostasie.
Mohammad Ali Amir-Moezzi souligne que l'emploi du terme ridda (ou « guerres d'apostasie »), apparaissant dans les sources islamiques, est à la fois anachronique et apologétique. En effet, « l'islam n'est certainement pas encore constitué comme religion pour qu'on puisse parler d'apostasie. » Cette guerre pourrait, pour l'auteur, être liée à un retour aux croyances ancestrales après la mort de Mahomet mais aussi à la volonté du calife de conserver son nouveau pouvoir. Pour Alfred-Louis de Prémare, « du point de vue de l'historien, [parler d'apostasie religieuse est] une simplification post eventum. La réalité était plus complexe pour les régions ou les tribus qui, autour de leurs leaders, s'organisèrent alors contre le pouvoir montant. » En outre, la tradition islamique adjoint au terme ridda d'autres conflits du califat d'Abou Bakr, ce qui rend le terme impropre,,.

## Sources historiques
Des récits liés au califat d'Abou Bakr apparaissent dès la fin du VIIe siècle. Ceux-ci racontent que les années de son califat furent principalement consacrées à la lutte contre des mouvements politiques opposés et à la conquête de nouveaux territoire. Ces récits sont compilés au VIIIe siècle dans des ouvrages intitulés Livre de la Ridda, le premier date d'Abû Mikhnaf (mort en 774), historien chiite. Dès le siècle suivant, ces récits sont associés au genre des « Conquêtes des pays ».
L'étude historique des guerres dites « d'apostasie » est marquée par la prédominance de la tradition musulmane composée durant l'époque abbasside, nostalgique d'un passé fantasmé où l'oumma (communauté des croyants) était unifiée au temps Mahomet puis les califes dits « bien guidés » et les « pieux prédécesseurs ». Les événements des trois premiers siècles de l'Islam nous sont majoritairement connus par Tabari (839-923), historien et exégète (mufassir) du Coran, par sa Chronique : les écrits de ses prédécesseurs se perdirent par manque de scribes les recopiant.
Les sources sur ces guerres sont souvent contradictoires et servent des fins apologétiques ou polémique. Ainsi, au delà du schéma général, il est très difficile de reconstituer les événements de ces conflits.

## Causes de la rébellion
Il y a un fossé chronologique et sociétal entre l'Islam du VIIe siècle et l'Islam du IXe siècle : on est passé d'une société de tribus à une société d'empire. D'après Jacqueline Chabbi, dans la société tribale du VIIe siècle, l'islam est une alliance entre les membres des tribus, ainsi qu'une Alliance entre les tribus et un dieu (Allah) qui donne à ceux qui se placent sous Sa protection. Quand les tribus s'alliaient entre elles, elles devaient s'engager à faire preuve de solidarité, dans un principe de réciprocité, avec un chef choisit pour diriger l'alliance. Ce chef est révocable à tout moment, il n'est pas dans les coutumes qu'il désigne son successeur. 
Aux origines de l'islam, le pouvoir mis en place n'est pas un pouvoir étatique. A l'instar du contrôle lakhmide, pour Prémare, « [l]es agents qui y avaient été envoyés par Muhammad n'étaient pas des gouverneurs, mais des propagandistes de la umma et des collecteurs de fonds ». Ainsi, ils levaient des taxes auprès de ces tribus. C'est contre cette emprise que se sont rebellées les tribus, les guerres d'apostasies sont à la fois « un ensemble d'opérations répressives féroces lancées contre ceux qui étaient réfractaires à la fiscalité de la umma, et dans le même temps la guerre déclarée contre les mouvements politiques concurrents, jointe à de nouvelles conquêtes à l'intérieur de la Péninsule arabe. ». Ainsi, l'ensemble de ces guerres n'ont pas une cause unique et alternent entre une origine religieuse et une origine politique.  
Les Omeyyades commencent à adapter l'islam lors de la naissance du califat islamique, mais il reste une alliance entre Arabes : pour être musulman, il fallait pouvoir se rattacher généalogiquement à une tribu d'Arabie. Quand les Abbassides prennent le pouvoir en 750, ils détribalisent l'islam, donnant à tous les habitants de l'Islam le droit de devenir musulman : l'islam comme religion naît et se calque sur le modèles des religions proche-orientales. En se l'appropriant, les néophytes non-tribaux, majoritaires au sein de la population, traduisent la rupture politique des tribus de l'est et du sud d'Arabie — le refus de prêter allégeance à Abou Bakr, élu successeur de Mahomet, et de payer un lourd tribut en échange de sa soumission — comme une « apostasie ».

## Conséquence de ces guerres
Ces guerres ont permis d'étendre la zone d'influence du califat à des territoires qui n'avaient pas été convertis à l'islam, comme le Yémen. Elles permirent, en outre, de lutter contre les opposants de Mahomet tel que Musaylima, chef de guerre et chef religieux en Arabie centrale. Comme Mahomet, celui-ci développait une doctrine religieuse nouvelle, centrée sur le dieu unique al-Rahman. Il recevait des révélations en prose rimée et prônait des rites similaires à ceux de l'islam,.
Ainsi, pour Prémare, si l'historicité de ces récits peut être admise, les guerres d'« apostasie » étaient avant tout des opérations de conquêtes et de prise de contrôle de l'Arabie. Ainsi, Abou Bakr a réprimé militairement les opposants à son pouvoir et a conquis la péninsule. En cela, il a  joué « un rôle essentiel dans l'établissement des assises militaires et politiques de la umma en continuité avec l'entreprise et l'action de Muhammad. ». Elles ont changé la balance du pouvoir en Arabie, en particulier sur la question des tribus. Ainsi, l'état prend alors l'ascendant.
Pour Mohammed Shaban, ces guerres ont participé au blocage du commerce dans la péninsule arabique et ont donc forcé le califat à étendre son pouvoir au delà de celle-ci. Pour Fred Donner, « l'expansion [musulmane] est la conséquence de forces économiques ou sociales, plutôt que le résultat d'un mouvement religieux ; les déclarations dans les sources suggérant une motivation religieuse des conquêtes sont souvent expliquées comme n'étant que la rhétorique de surface masquant les forces sociales et économiques sous-jacentes — qui sont, par implication, « réelles ». ». Ces guerres ont aussi donné aux Quraysh une pratique guerrière qui leur permettra de mener les conquêtes. 
Ces guerres ont eu un impact important sur la psyche musulmane et ont influencé le positionnement des musulmans face à l'apostasie. Ainsi, les éléments post-prophétiques, comme les hadiths, prônent la mort pour l'apostat. La mise à mort systématique des apostats semble ainsi plutôt dater de l'époque d'Abu Bakr avant de devenir la pratique de l'islam (sunna) attribuée à Mahomet.